# ميشيل بيكيريلو
ميشيل بيكيريلو (بالإيطالية: Michele Piccirillo)‏ (مواليد 29 يناير 1970) هو ملاكم إيطالي، مثّل بلاده في الألعاب الأولمبية الصيفية 1992.

## روابط خارجية
ميشيل بيكيريلو على موقع بوكس ريك (الإنجليزية) (registration required)
- ميشيل بيكيريلو على موقع أوليمبيديا (الإنجليزية)